# Gitten Skiöld
Gitten Skiöld född 1954, är svensk skribent, ämneslärare (svenska och idrott) och projektledare.
Skiöld har bland annat gjort utställningar på Millesgården, Blaafarveværket, Skansen, Norsk Folkemuseum, Nationalmuseet i Köpenhamn, Tekniska Museet, Kungliga Myntkabinettet och Waldemarsudde, samt tillsammans med Ulf Stark TV-serien Barnens århundrade. År 2024 kurerade hon en utställning om Elsa Beskow.
Hon är författare till åtskilliga fakta- och läroböcker, samt ett par hundra mjölkpaketbaksidor för Arla. Utgivningen har omfattat samarbeten med bland andra Björn Berg, Bo Johansson, Fibben Hald, Emma Adbåge, Lisen Adbåge och Magnus Bard.